# Fumiko Yonezawa
Fumiko Yonezawa (米沢 富美子; 19 de octubre de 1938-17 de enero de 2019) fue una física teórica japonesa. Investiga metales líquidos y semiconductores.

## Carrera
Yonezawa se graduó en Física por la Universidad de Kioto, donde también completó su doctorado en Física. Durante sus estudios de doctorado, pasó un año como investigadora visitante en la Universidad de Keele, en Reino Unido. Trabajó con un grupo de científicos en la Universidad de Keio, simulando estructuras amorfas usando ordenadores y creando visualizaciones de las mismas.
Fue nombrada Presidenta de la Sociedad de Física de Japón en 1996 y fue la primera mujer en obtener dicha posición.
Yonezawa recibió el Premio Saruhashi en 1984. Recibió un Premio L'Oréal-UNESCO para Mujeres en la Ciencia en 2005 por "sus aportaciones originales a la teoría de los semiconductores y metales líquidos."

## Obra selecta
- Yonezawa, Fumiko; Morigaki, Kazuo (1973). «Coherent Potential Approximation». Progress of Theoretical Physics Supplement 53: 1-76. doi:10.1143/PTPS.53.1.
- Nosé, Shuichi; Yonezawa, Fumiko (1986). «Isothermal–isobaric computer simulations of melting and crystallization of a Lennard-Jones system». The Journal of Chemical Physics 84 (3): 1803. doi:10.1063/1.450427.
- Yonezawa, F. (1 de octubre de 1968). «A Systematic Approach to the Problems of Random Lattices. I: A Self-Contained First-Order Approximation Taking into Account the Exclusion Effect». Progress of Theoretical Physics 40 (4): 734-757. doi:10.1143/PTP.40.734.
- Yonezawa, Fumiko; Matsubara, Takeo (March 1966). «Note on Electronic State of Random Lattice. II». Progress of Theoretical Physics 35 (3): 357-379. doi:10.1143/PTP.35.357.

## Otras lecturas
- Kozai, Yoshihide (2001). My Life: Twenty Japanese Women Scientists. Uchida Rokakuho. pp. 43–.